# Sandro Pertini
Alessandro Pertini (født 25. september 1896 i Stella, Ligurien, død 24. februar 1990 i Rom) var en italiensk journalist og socialistisk politiker, der var Italiens 7. præsident fra 1978 til 1985.